# بيير جوليان
بيير جوليان (بالفرنسية: Pierre Julien)‏ هو نحات فرنسي، ولد في 20 يونيو 1731 في Saint-Paulien ‏ في فرنسا، وتوفي في 17 ديسمبر 1804 في باريس في فرنسا.

## وصلات خارجية
- بيير جوليان على موقع الموسوعة البريطانية (الإنجليزية)